# Brusino (Bułgaria)
Brusino (bułg. Брусино) – wieś w południowej Bułgarii, w obwodzie Chaskowo, gminie Iwajłowgrad. Według danych Narodowego Instytutu Statystycznego w Bułgarii z 31 grudnia 2011 wieś liczyła 3 mieszkańców.